# جامع 17 رمضان (بغداد)
جامع 17 رمضان، أو جامع الفردوس، هو أحد مساجد العراق التاريخية ويقع في جانب الرصافة من مدينة بغداد، بمنطقة الكرادة الشرقية مقابل ساحة الفردوس أمام مبنى الشيراتون.
ويتميز المسجد ببنائهِ وطرازه الإسلامي الجميل، ويعتبر أحد معالم بغداد العمرانية القديمة، وضع حجر الأساس في عهد الملك غازي عام 1355هـ/ 1938م، وكان من المقرر تسميته بجامع الملك فيصل الأول ثم توقف البناء وبدأ العمل بهِ في عهد الامير عبد الإله في 10 تموز 1940، وبعد ذلك توقف العمل في البناء حتى عام 1951، حيث دفع نفقات شراء الأرض الملك فيصل الثاني وكان ثمن قطعة الأرض من حر مال والدتهِ، وسمي الجامع وقتها جامع الملكة عالية، ثم أصدر مجلس الأوقاف قراراً لتشكيل لجنة بمتابعة العمل في بناء الجامع على أن يسمى جامع الملك فيصل الثاني، وتم العمل فيه حتى عام 1953، وحين الوصول إلى النقوش المغربية استعانوا بنقاشين مغاربة من دولة المغرب لعمل نقوش مغربية فيهِ وفي جامع الإمام الأعظم في الأعظمية أيضاً. وكان العمل والزخرفة بنفس التصميم في كلا المكانين وكذلك أعمال المرمر في الجدران للحرم نفس التصميم والشكل في الجامعين، لكن توقف العمل مرة أخرى فيهِ حيث أن جلال خالد مدير الأوقاف العام عارض استمرار البناء، وعزمت مديرية الأوقاف العامة يوم ذاك على إكمال الجامع واختارت المهندس اللبناني فوزي العيتاني لوضع الخرائط والتصاميم واتجهت النية لتسميتهِ بجامع العلوية، ولم ينتهي البناء إلا في عهد عبد الكريم قاسم، حيث كان من المقرر تسميته جامع (الجمهورية) ولكن عندما أفتتحه عبد الكريم قاسم في يوم العيد الوطني للثورة في 14 تموز 1959، سماه (جامع الشهيد)، ولكنهُ بقى مغلقاً ولا تقام فيهِ الصلاة، لمدة أربع سنوات وكانت أول صلاة اقيمت بهِ في عهد عبد السلام عارف، وذلك يوم الجمعة 6 كانون الأول 1963، وأفتتح الجامع مرة أخرى وسماه (جامع 14 رمضان) تخليداً لذكرى ثورة 14 رمضان سنة 1383هـ/ 1963م. وبعد سقوط نظام صدام حسين عام 2003، اعيد تسمية الجامع باسم (جامع 17 رمضان) لذكرى موقعة غزوة بدر.
وفي عام 1959 أفتتح الزعيم عبد الكريم قاسم نصب الجندي المجهول أمام الجامع في ساحة الفردوس، وليكون مزاراً لكبار الشخصيات السياسية التي تزور العراق وتضع أكاليل الزهور هناك، ومع التقلبات التي نالت الجامع بتسمياتهِ المختلفة إلا أن الساحة بقيت تحمل اسم الفردوس، ثم هدم النصب في عام 1981، وأعيد نصبهِ في مكان آخر ووضع بدلاً عنهُ تمثال للرئيس صدام حسين، وكان التمثال محاطاً بنصف دائرة من الأعمدة الرخامية عددها 37 عموداً، لتكون رمزاً لمولدهِ في عام 1937، ثم بعد غزو العراق 2003 هدم التمثال وكان سقوطه رمز سقوط نظام صدام وبداية عراق جديد، وعلى أثر التغيرات التي طرأت على الساحة أعيد تسمية الجامع باسم (جامع 17 رمضان) لذكرى موقعة غزوة بدر.

## المحتويات والعمارة

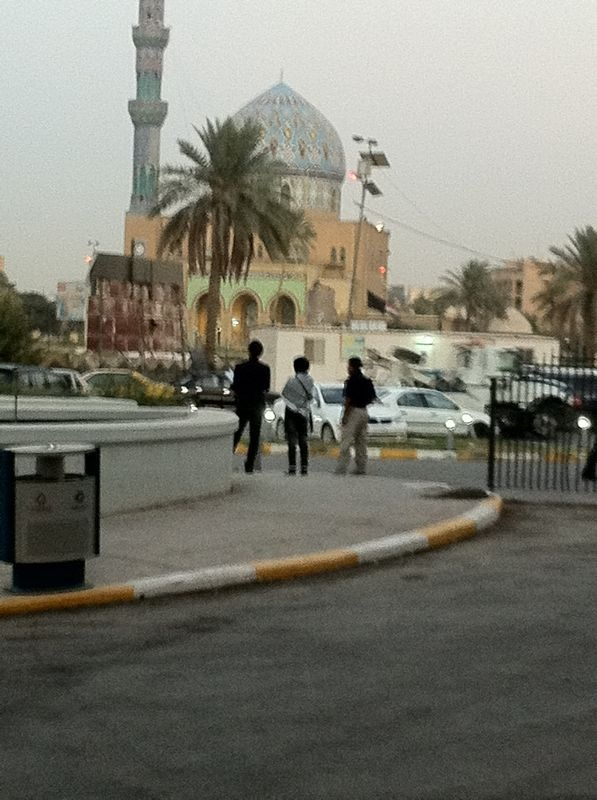
جامع 17 رمضان في ساحة الفردوس عام 2011

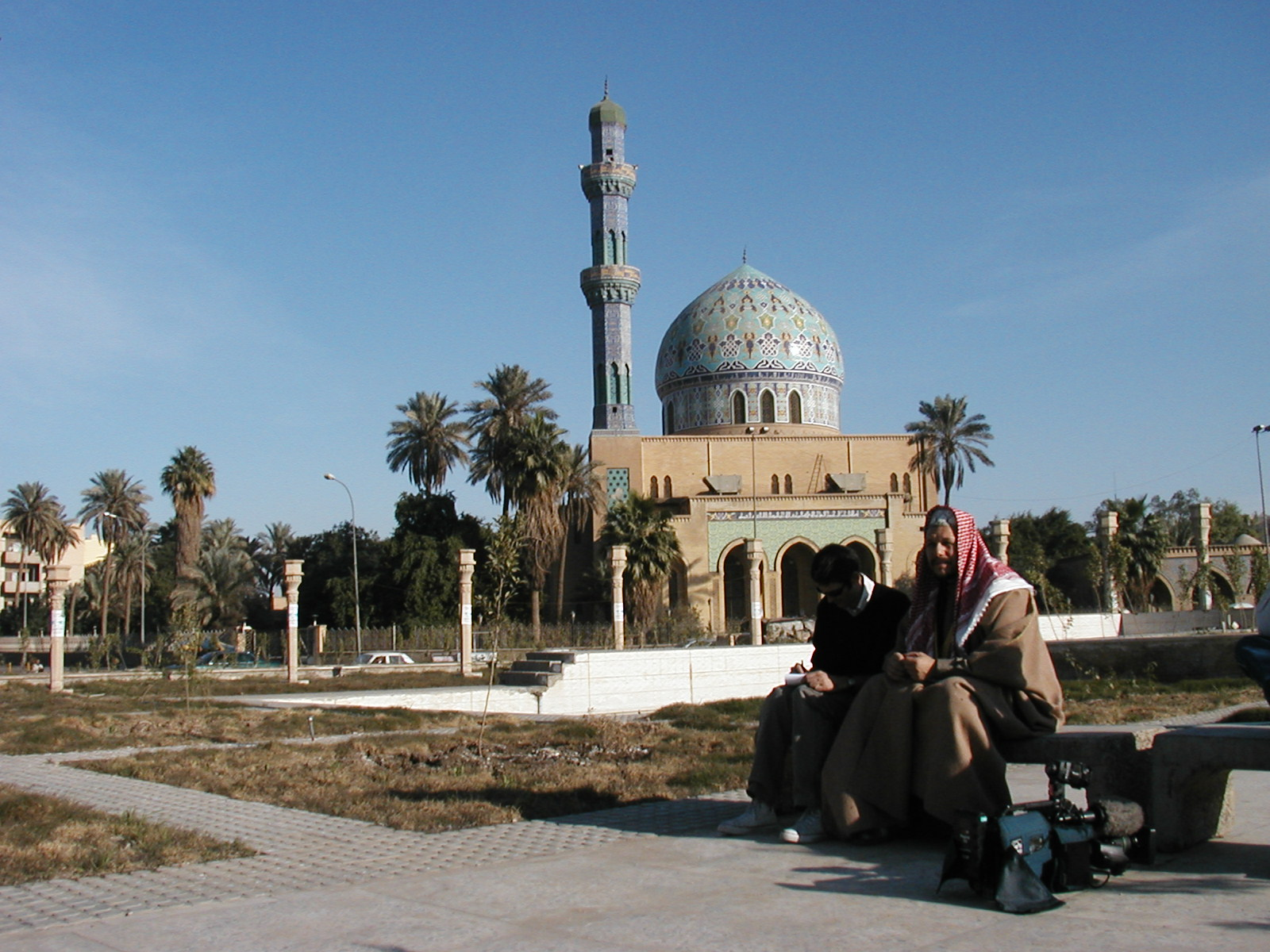
مشهد للجامع في ساحة الفردوس عام 2003

وتبلغ مساحة الجامع الكلية 5000م2، ويحتوي الجامع على مصلى واسع يتسع لأكثر من 2500 مصل، ويضم حرم الجامع محراب، وتعلو الحرم قبة مزخرفة بنقوش جميلة، كما ان للجامع منارة مئذنة مرتفعة ذات حوضين وبنيت بطراز معماري فريد ومغطاة بالكاشي الكربلائي الأزرق.
وللجامع دار مخصص للإمام والخطيب وقاعة لاقامة المناسبات الدينية ومجالس العزاء، كما يحوي على مصلى للنساء، وغرفة للإدارة والخدم، ومن حول الحرم حديقة.
وتعرض الجامع للتخريب بعد تفجير ضريح العسكريين في سامراء عام 2006م، ولكن لم يؤثر ذلك على المبنى، وتراجع عدد المصلين فيه وقل النشاط فيه للفترة بين عامي 2006-2008م، وتقام فيه حاليا صلاة الجمعة والصلوات الخمس.
وفي يوم 4 آذار /مارس 2017 أفتتح ديوان الوقف السني في العراق مركزا تدريبا لتعليم وتحفيظ القرآن الكريم سمي باسم (مركز أهل القرآن).

## معرض صور

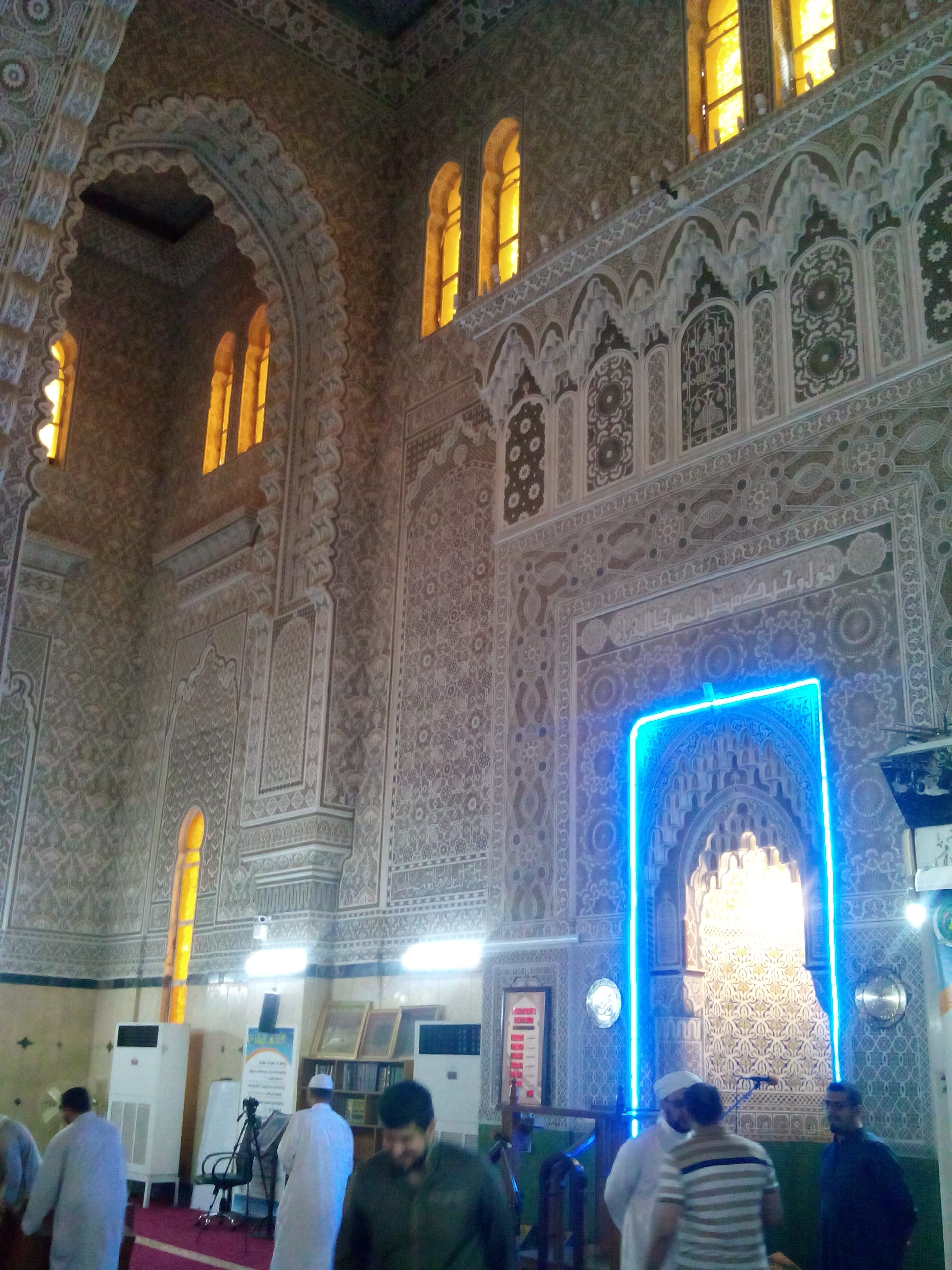
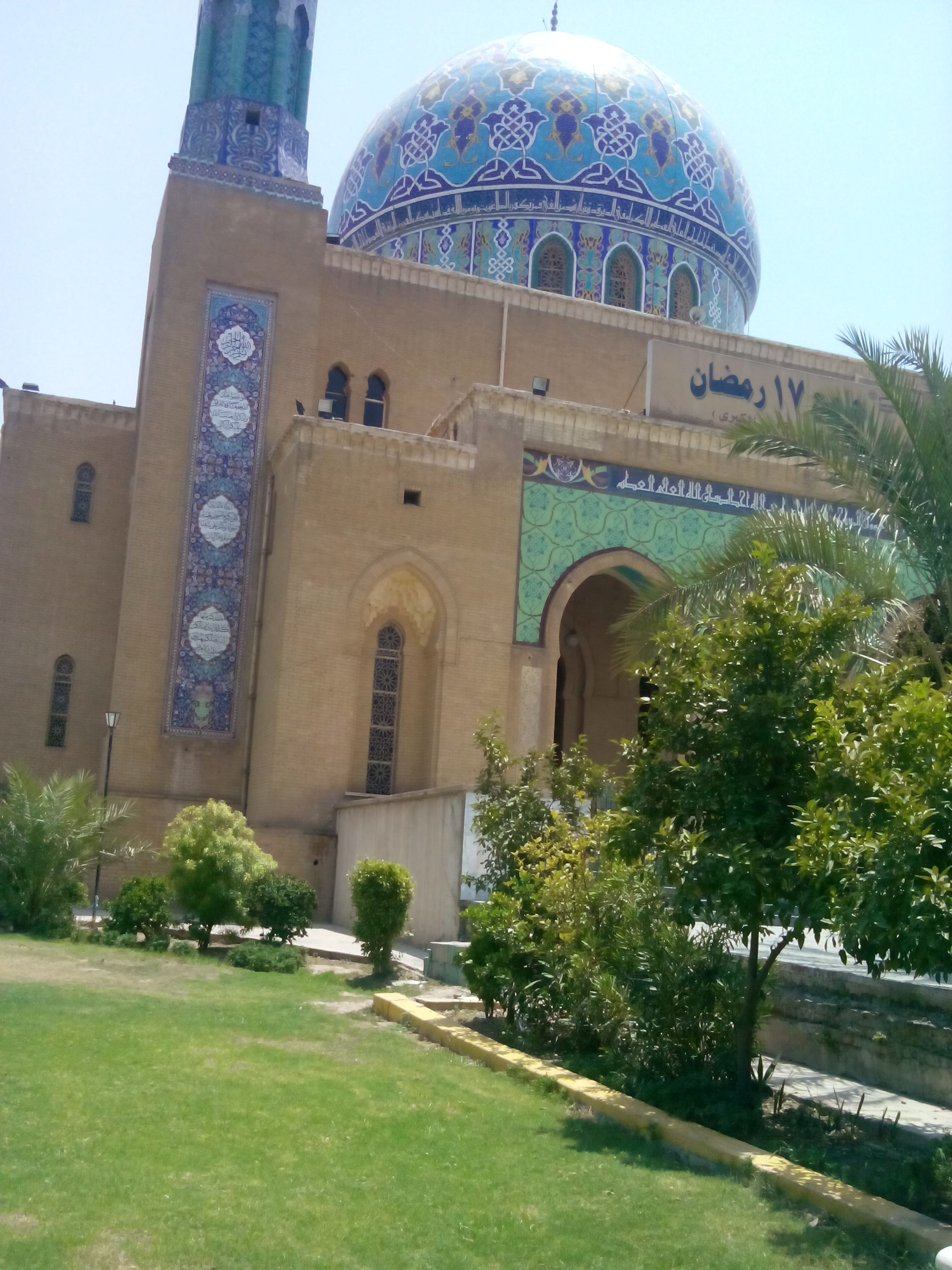
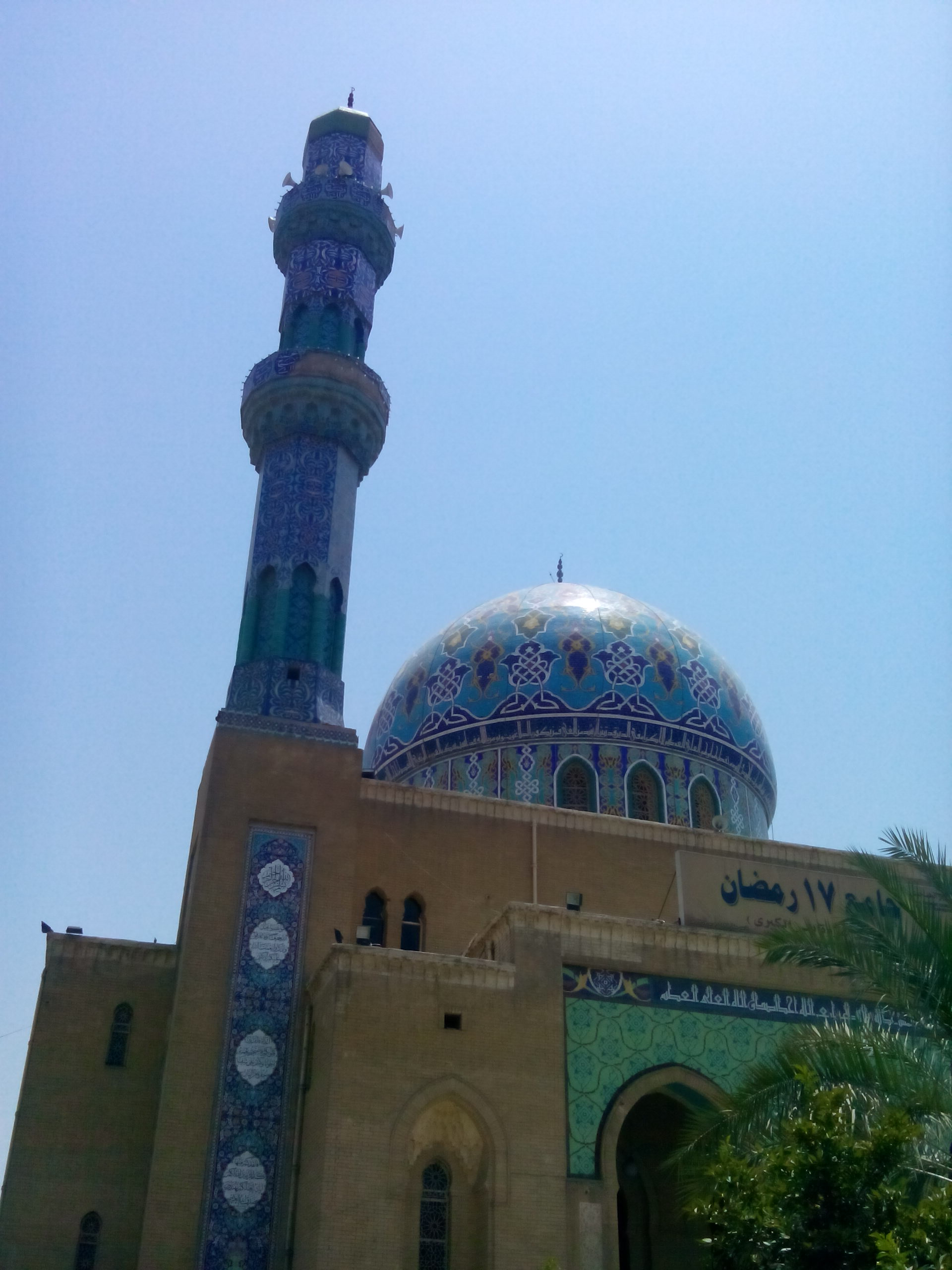
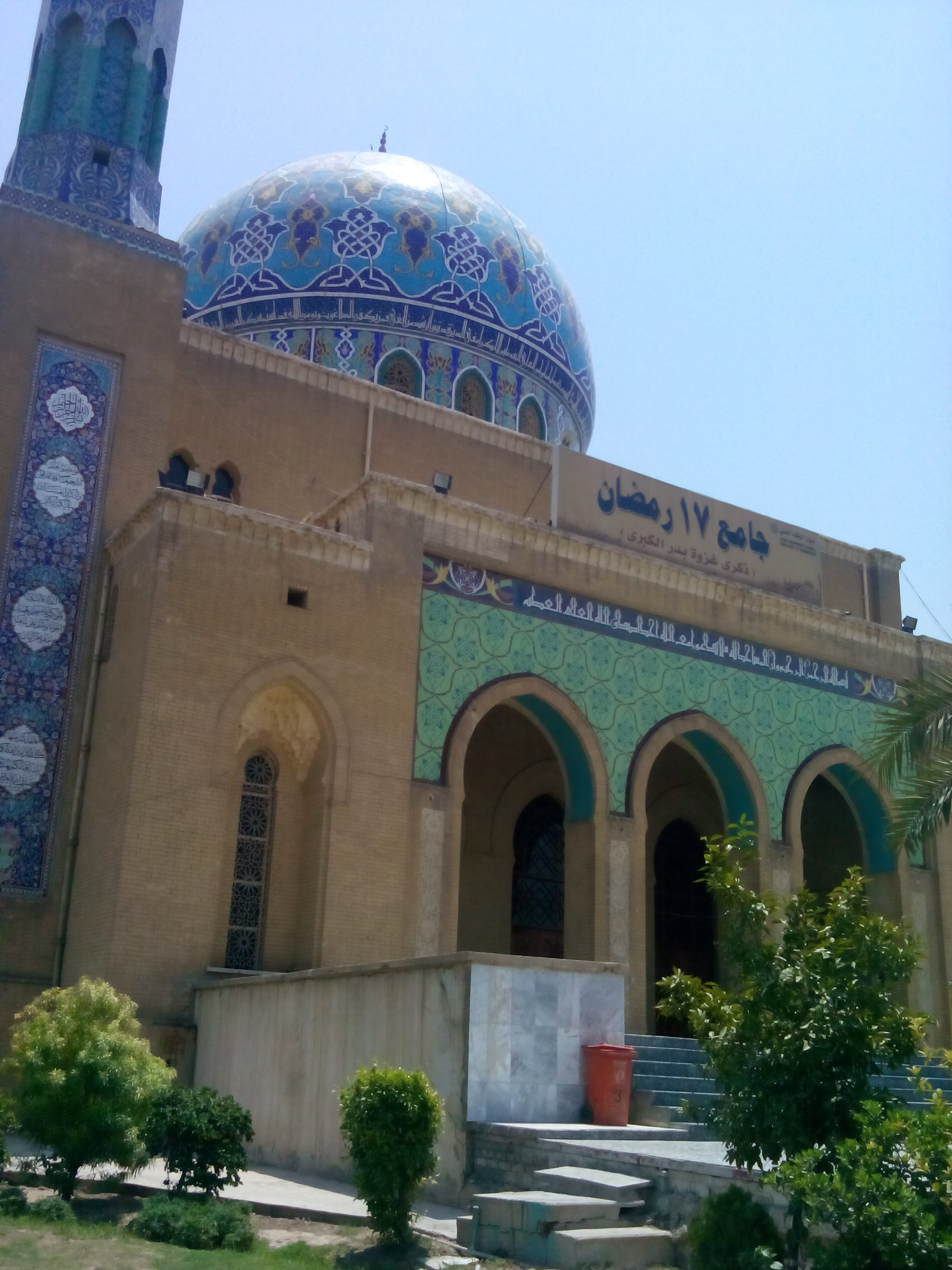
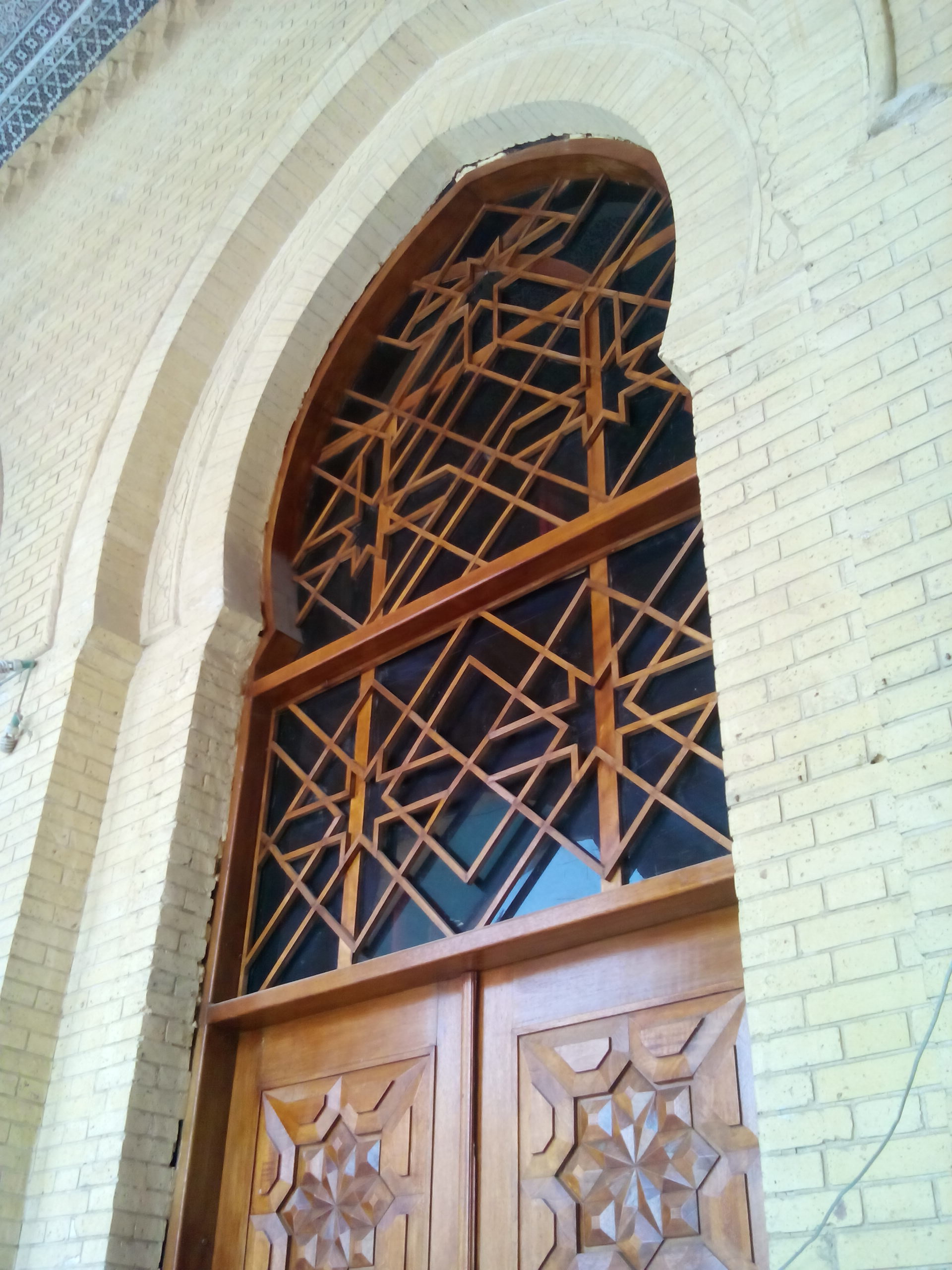
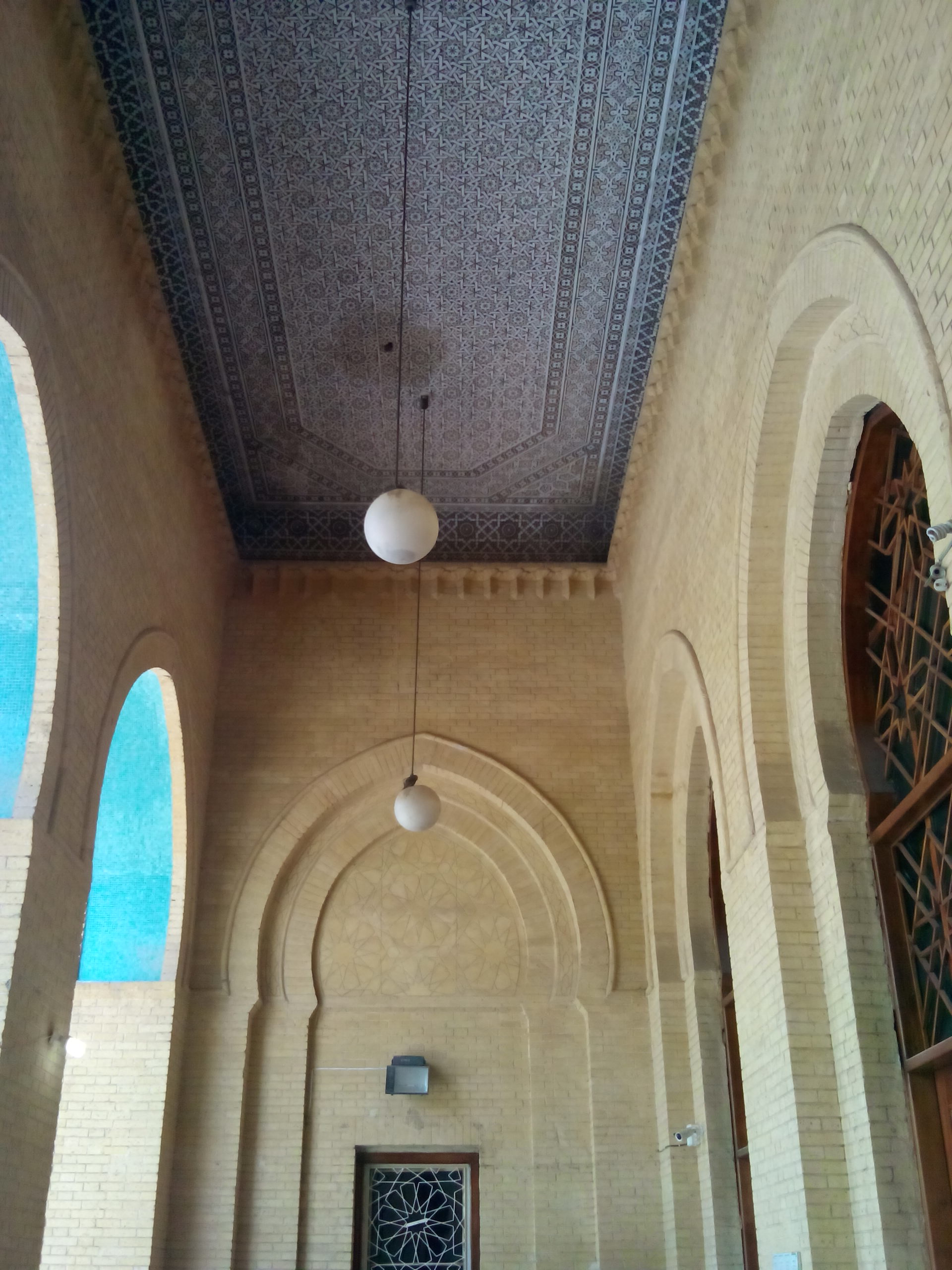
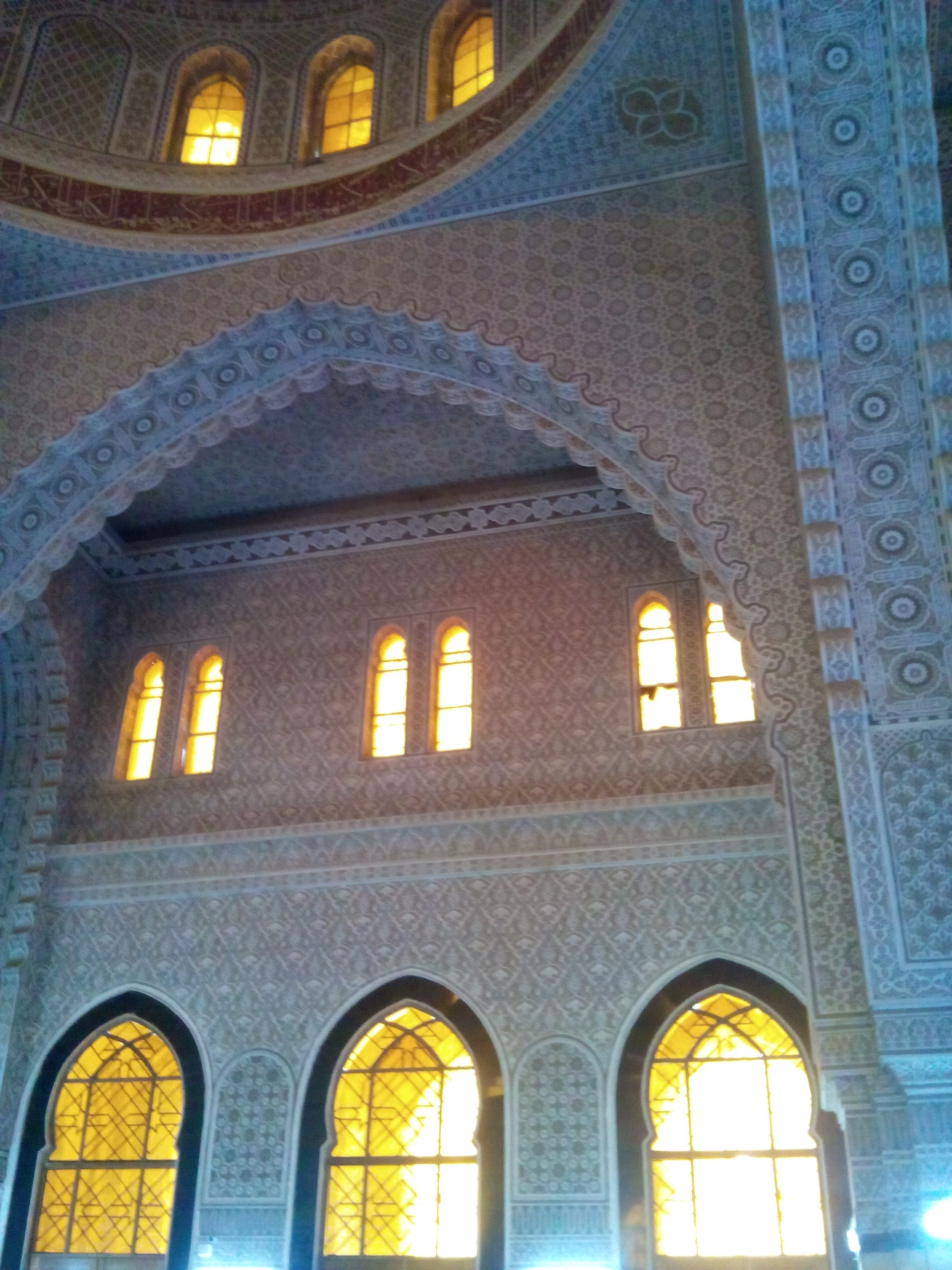
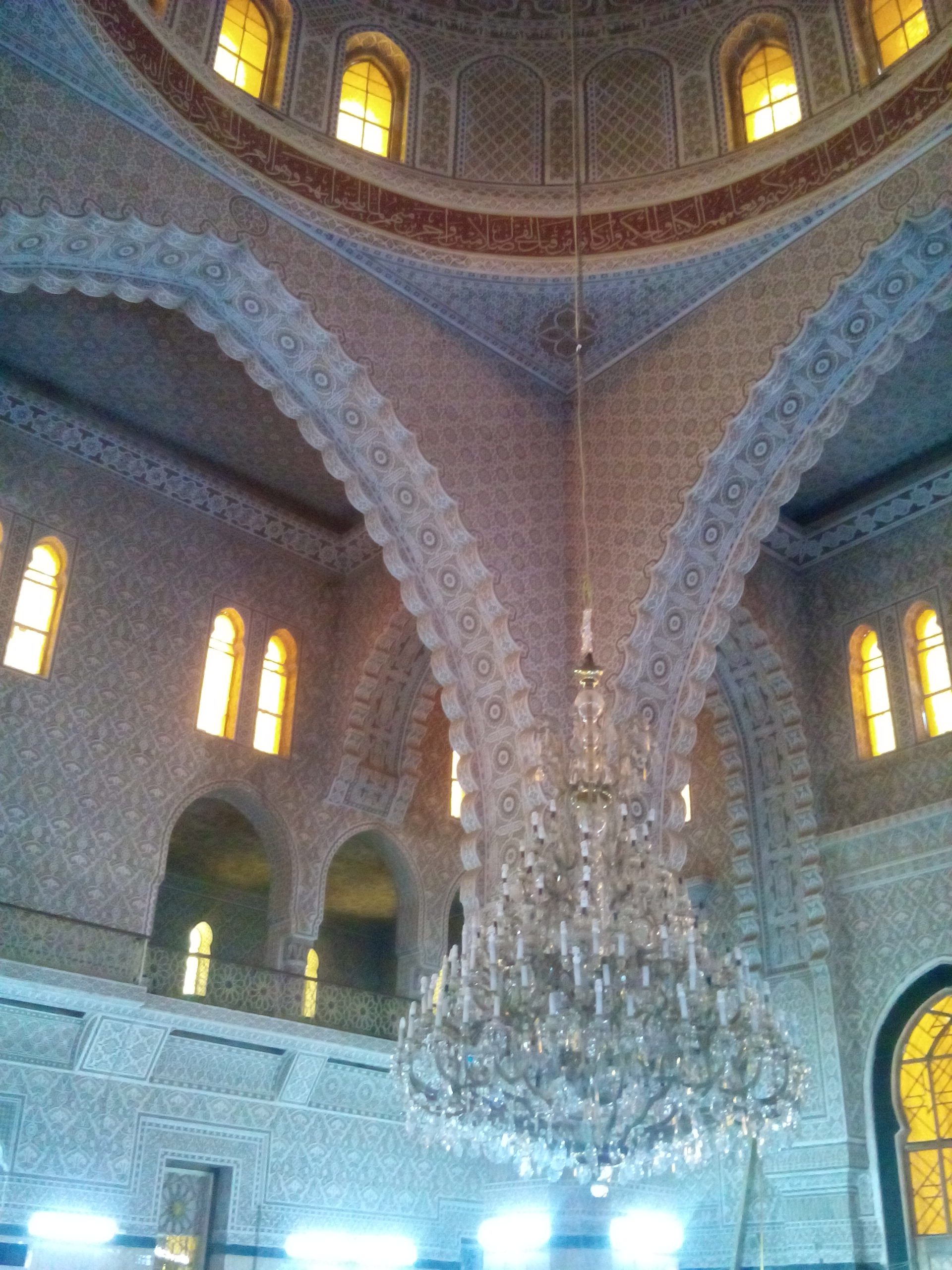
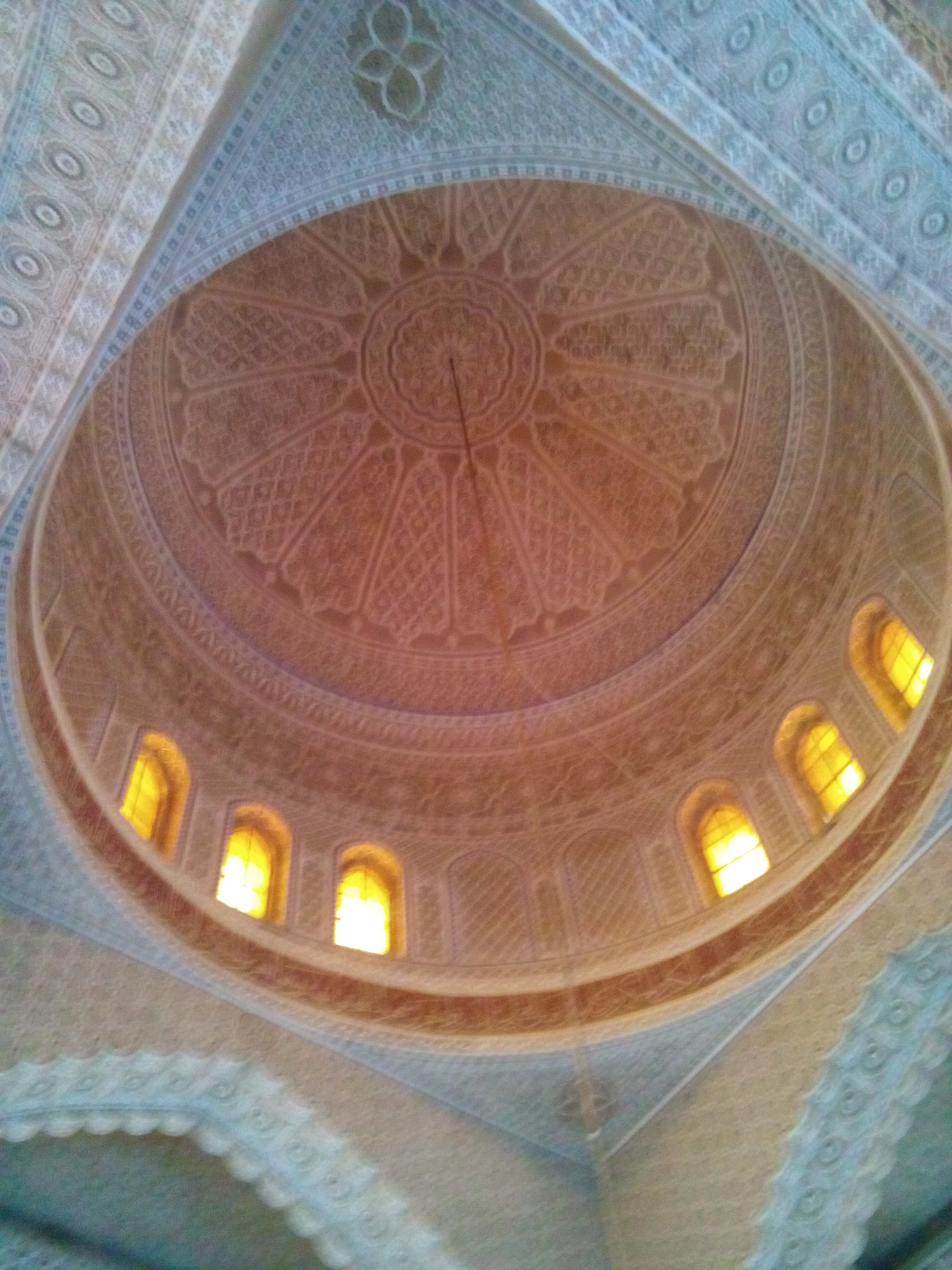
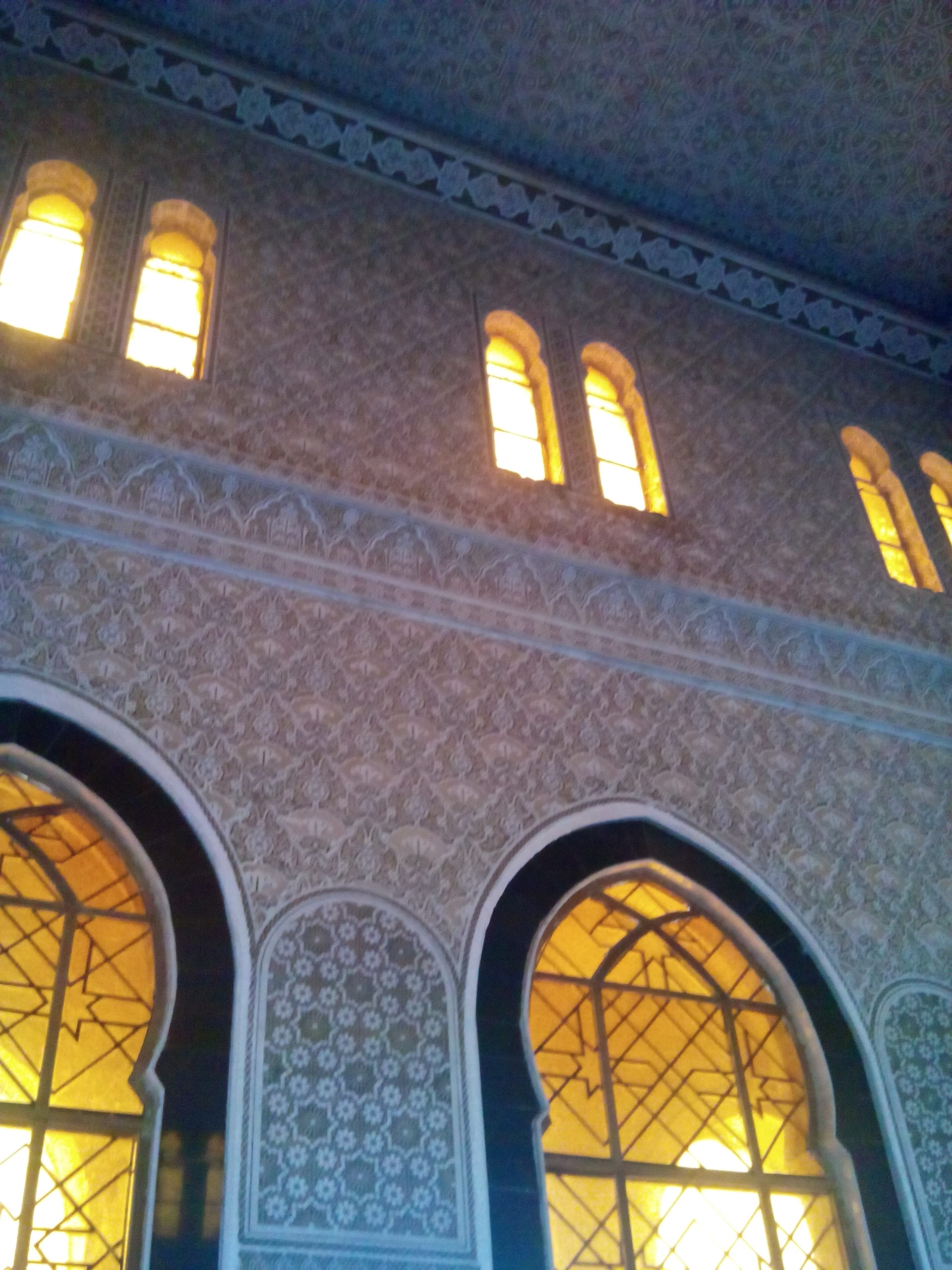
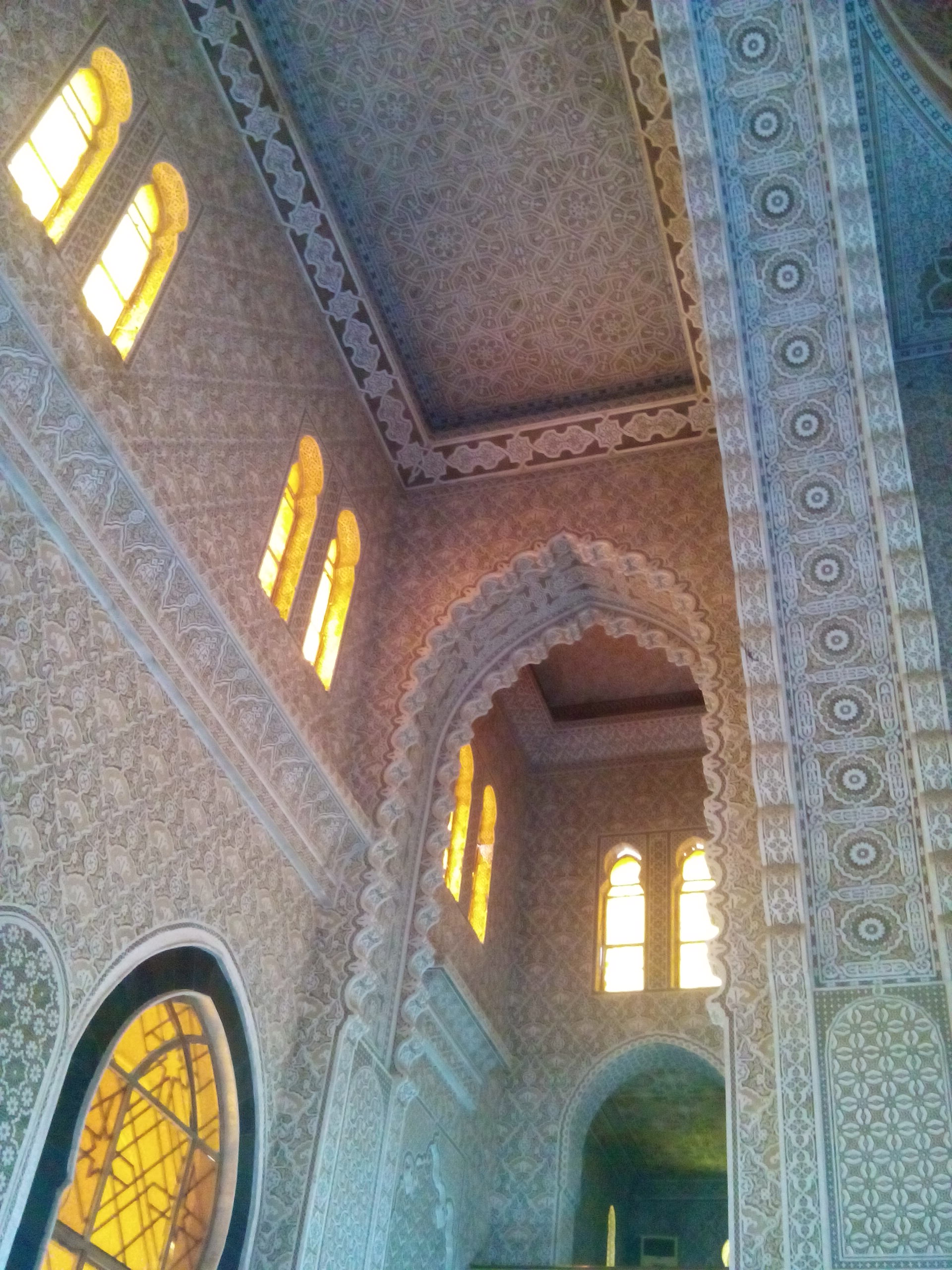
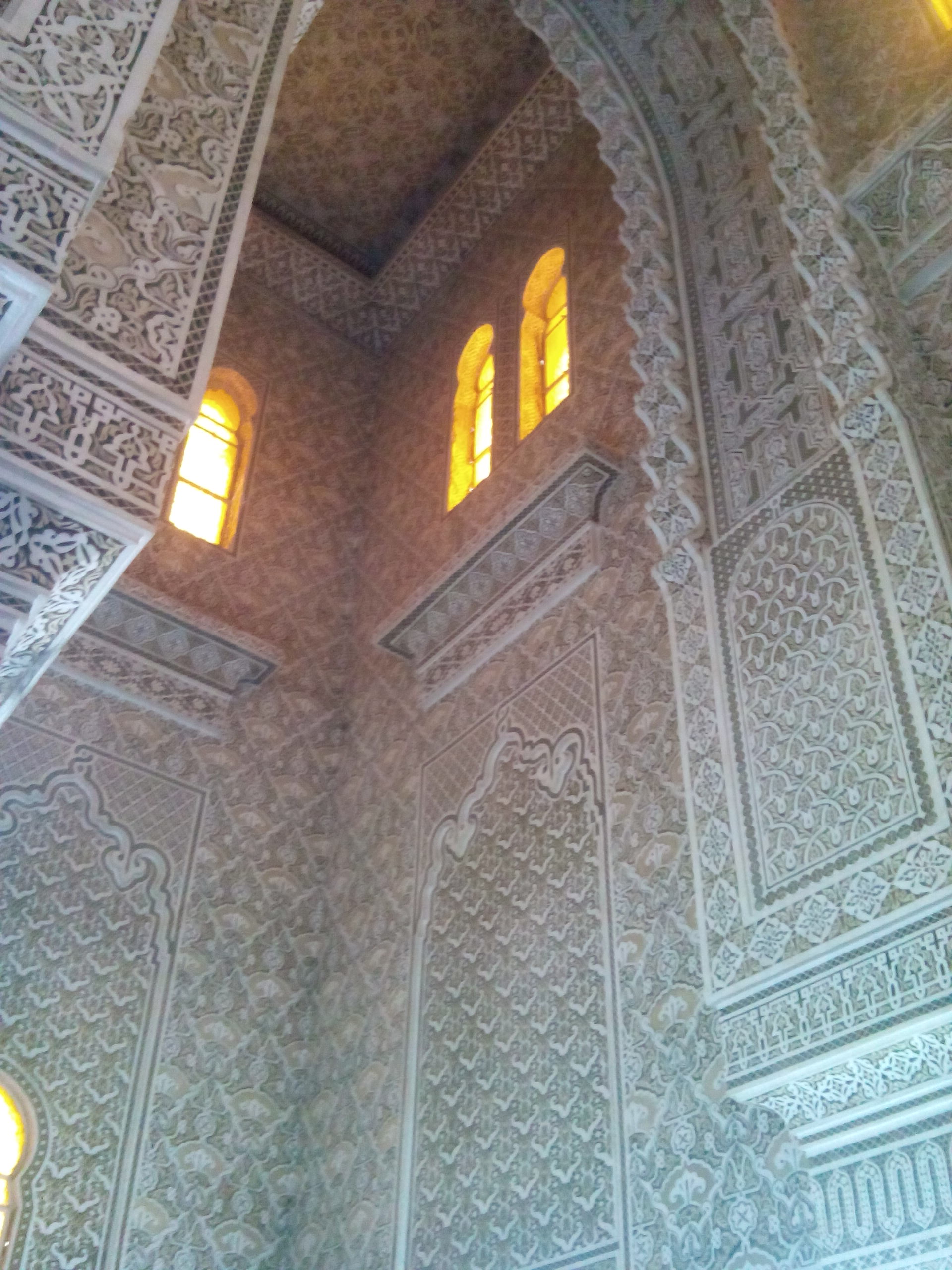
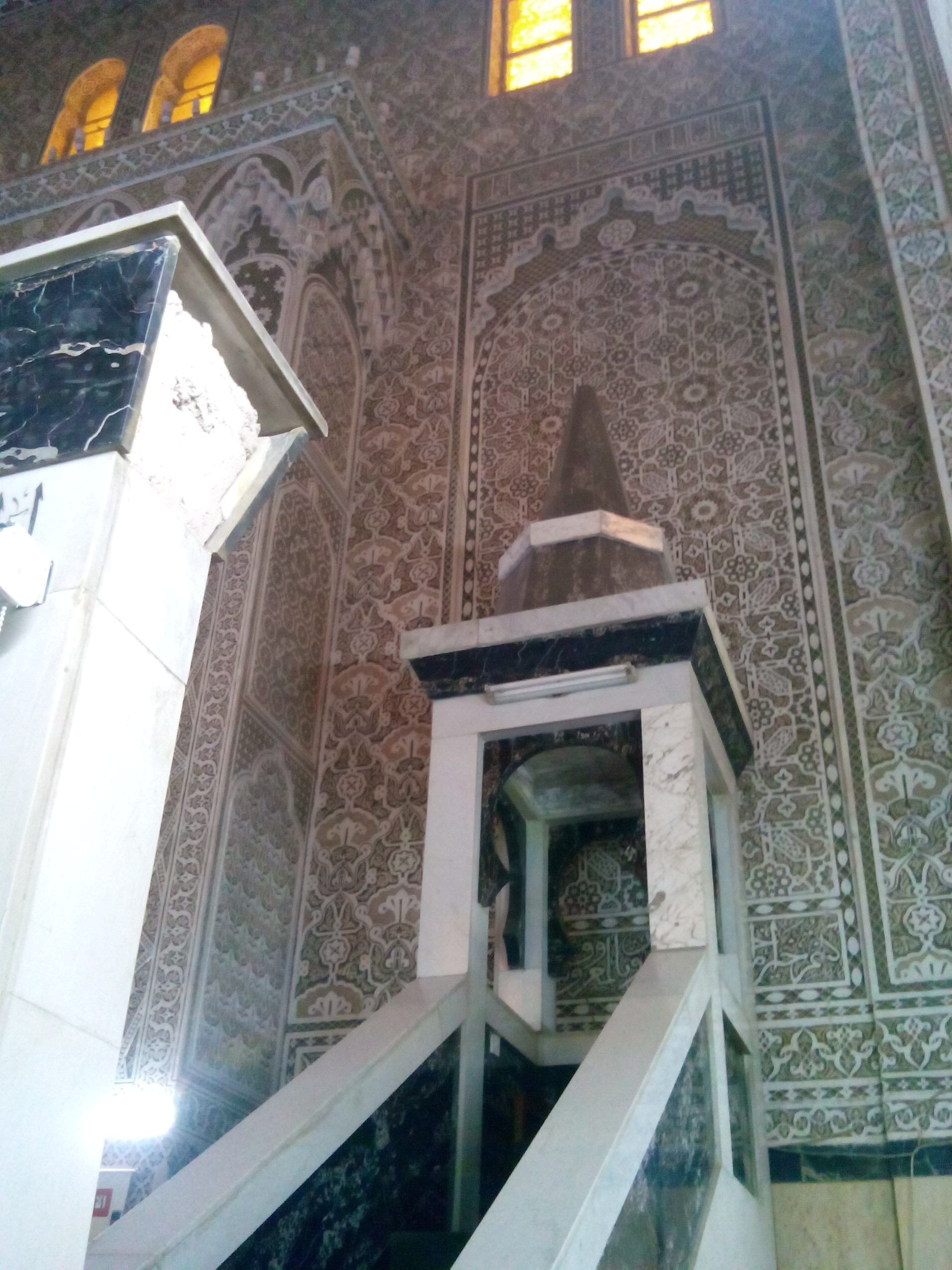